# Generation Y

Generation Y (engelska: millennials, ”millenialer”) är en term som först kom i det amerikanska marknads- och media-magasinet Advertising Age i augusti 1993, och berörde då barn födda efter år 1982. Sedan dess har termen fått olika definition i olika källor, och omfattar oftast barn födda mellan tidigt 1980-tal till mitten av 1990-talet. Denna generation kallas även millennium- eller millenniegenerationen, oftast millennials på engelska. Generation Y följde på Generation X och föregick Generation Z. 
Vad som utmärker Generation Y är bland annat att mobiltelefoni och persondatorer har funnits sedan de var ungdomar, och Internet (som började få sitt genomslag bland allmänheten under senare hälften av 1990-talet) har varit vanligt sedan de var unga. Tidiga medlemmar av Generation Y tillsammans med sena Generation X kallas MTV-generationen (födda ungefär 1975–1985).

## Internetgenerationen
Don Tapscott myntade begreppet Net generation (Internetgenerationen) om barn födda 1977 till nutid.  Begreppet omfattar således såväl generation Y som generation Z, och även de yngsta inom generation X.